# جبال شروين
جبال شروين في أطراف طبرستان وهي من أعمال ابن قارن مجاورة الديلم وجيلان وهي جبال ممتنعة صعبة ليس في تلك الولاية أمنع منها ولا أكثر شجرا ودغلا قال ابن الفقيه أول من دفعت إليه السفوح شروين بن سهراب وكانت قبل ذلك فيأيدي الجند وفتحت في أيام المأمون على يد موسى ابن حفص بن عمرو بن العلاء وكان عمرو بن العلاء جزارا بالري فجمع جموعا وغزا الديلم حتى حسن بلاؤه فأرسله والي الري إلى المنصور فقوده وجعل له منزلة وترقت به الأيام حتى ولي طبرستان واستشهد في خلافة المهدي وافتتح موسى بن حفص بن عمرو ابن العلاء ومازيار بن قارن جبال شروين من طبرستان وهي من أمنع الجبال وأصعبها فقلدها المأمون مازيار وأضاف إليها طبرستان والرويان ودنباوند وسماه محمدا وجعل له مرتبة الأصفهبذ فلم يزل واليا عليها حتى توفي المأمون واستخلف المعتصم فأقره عليها ثم غدر وخالف وذلك بعد سنتين من خلافة المعتصم فجرى من قبله ما هو مذكور في التواريخ.